# Vasilije Kosoj
Vasilije (III). (oko 1418. – 1448. ) je bio veliki knez Moskve u periodu 1434. – 1435.
Vasilije je bio sin velikog kneza Jurja koji uspijeva 1433. godine uzurpirati vlast svome nećaku Vasiliju II. Nakon smrti oca u srpnju 1434. godine on bez obzira na svoju mladenačku dob dobiva dužnost da nastavi građanski rat protiv oborenog rođaka. Praktički odmah u trenutku krunidbe njegovo brat Dimitrije Šemjaka nezadovoljan takvim razvojem događaja sklapa vojni savez s Vasilijem II. čime je osudio svoga brata na propast. Vojne snage ovoga saveza ubrzo potom osvajaju Moskvu gdje im jedini problem predstavlja utvrđeni Kremlj koji će izdržati sve do 1435. godine.
Po naređenju Vasilija II. Vasilije (III) je oslijepljen i pušten na slobodu pošto slijepac po tadašnjem zakonu ne može biti veliki knez.  Život ovoga velikog kneza ipak završava nasilno nakon obaranja Dimitrije Šemjake 1448. godine. Još uvijek nesiguran u svoj položaj Vasilije II. slijepi naređuje pogubljenje svojih političkih protivnika. Posljedica toga naređenja postaje smrt Vasilija (III). 
| Prethodnik: | knez Moskve | Nasljednik:  |
| Juraj (II). | knez Moskve | Vasilije II. |